# 阔叶带唇兰
阔叶带唇兰（学名：Tainia latifolia）为兰科带唇兰属下的一个种。产海南和云南南部。生于山坡林下。也分布于锡金、不丹、印度东北部、缅甸、泰国、老挝和越南。

## 别名
- 竹东杜鹃兰（台湾植物志），大花邓兰（海南植物志），圆叶小杜鹃兰（台湾兰科彩色图鉴）